# جف دنهام
جف دنهام (انگلیسی: Jeff Denham; زاده ۲۹ ژوئیهٔ ۱۹۶۷) نمایندهٔ حوزه انتخابیه دهم کالیفرنیا از حزب جمهوری‌خواه در مجلس نمایندگان ایالات متحده آمریکا است که برای نخستین‌بار در ۱۳ ژانویه ۲۰۱۱ میلادی به‌عضویت این مجلس درآمد.